# Облачная земля (особняк)
Облачная земля (Wolkenland) — особняк в лесу Монтферланда, в окрестностях Бека, принадлежащий голландскому Амстердамскому лицею. Первоначально построен художником Карлом Эмануэлем Леберехтом Гаршагеном.

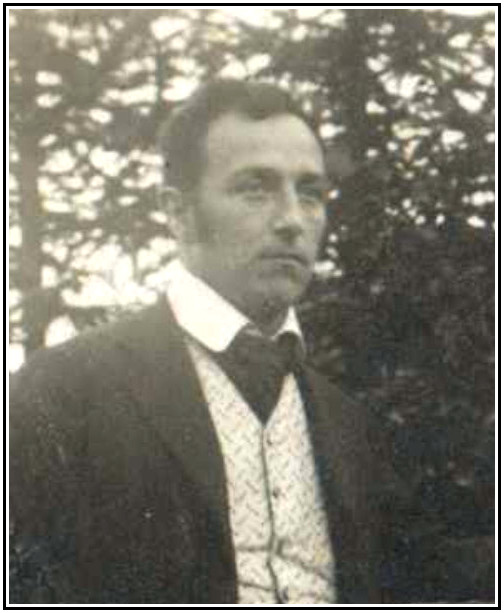
Художник Карл Эмануэль Леберехт Гаршаген — основатель дома «Облачная земля»

## История

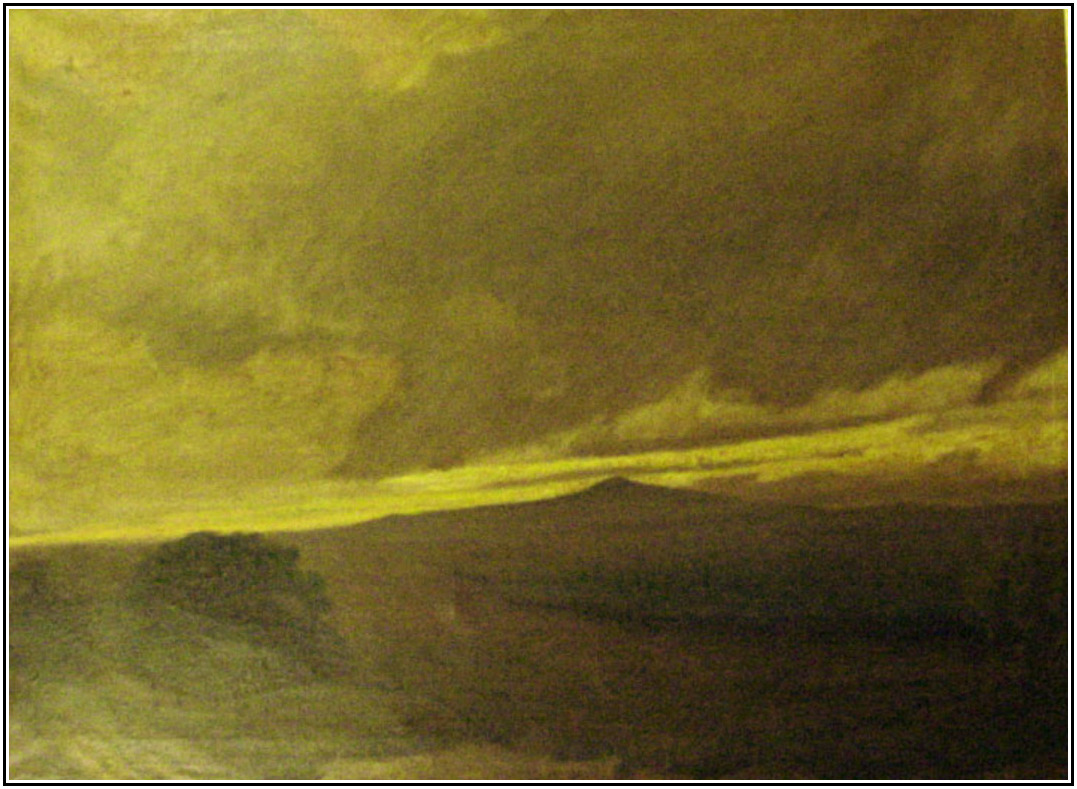
Карл Гаршаген — пейзаж с изображением окрестностей Облачной земли.

В 1919 году немецкий художник голландского происхождения Карл Эмануэль Леберехт Гаршаген, очарованный местными видами, строит особняк в одном километре к юго-востоку от Бека, где и поселяется вместе с матерью и сестрой.
С холма Облачной Земли открывается прекрасный вид на долины рек Эйссел и Рейн.
Он создает пейзажи, на которых преобладают изображения окрестностей, преимущественно в пасмурную погоду с нависшими облаками.
По этой причине особняк получает название «Облачная земля».
В сентябре 1921 года Гаршаген продает дом Эмме Брантсен — дочери мэра Angerlo. Она в течение двух лет приводит его в порядок, значительно расширяет, делает ограду, ставит несколько въездных ворот и летом 1923 года поселяется в доме вместе с 14 горничными и слугами.
В 1931 году Эмма Брантсен продает особняк Амстердамскому лицею, а двенадцать акров прилегающей земли переходит в собственность Huis Bergh .
Амстердамский лицей переоборудовал Облачную землю в студенческий загородный дом, а в летнее время его предполагалось использовать как молодежное общежитие.
Однако, пожар 5 августа 1931 года, полностью уничтожил дом и он так и не был официально открыт.
Застрахованное здание восстанавливают к весне 1932 года, но на этот раз используют его исключительно для нужд лицея.
Во время Второй мировой войны в 1943 году немецкие войска превратили Облачную Землю в наблюдательный пункт, расположив неподалеку радарную станцию Люфтваффе. 26 декабря 1944 года дом был разрушен британскими бомбардировщиками.
После войны окрестности дома продолжали использовать для военных целей — в 1952 году на возвышенности была установлена наблюдательная вышка, которая была снесена по окончании холодной войны в 1990-е годы.
К 1950 году ректору лицея удалось получить разрешение и средства на строительство нынешнего здания Облачной земли. Оно было официально открыто 28 июня 1952 года. В наше время на стене дома появилась памятная доска, содержащая список событий, связанных с Облачной землей.